# Pio Duran
Pour les articles homonymes, voir Duran.
Pio Duran est une municipalité de la province d'Albay, aux Philippines.
Sa population est de 45 028 habitants au recensement de 2010 sur une superficie de 134 km2, subdivisée en 34 barangays.